# Pero palo
Il Pero Palo o Peropalo è una festa tradizionale di Carnevale che si svolge a Villanueva de la Vera nella regione dell'Estremadura in Spagna.
La festa ha origini molto antiche e la tradizione di bruciare un pupazzo di sembianze umane, il Peropalo, fu perseguita dalla Santa Inquisizione. Gli accusati si salvarono dicendo che il manichino rappresentava un ebreo. 
Ogni anno viene confezionato il corpo di un nuovo Peropalo, mentre viene usata sempre la stessa testa.
L'ultimo giorno di Carnevale, prima della condanna a morte del Pelopalo, questo viene sostituito da un attore, che a cavallo di un asino gira le strade della città tra lo scherno degli abitanti.